# Confusacris
Confusacris is een geslacht van rechtvleugeligen uit de familie veldsprinkhanen (Acrididae). De wetenschappelijke naam van dit geslacht is voor het eerst geldig gepubliceerd in 1987 door Yin & Li.

## Soorten
Het geslacht Confusacris omvat de volgende soorten:
- Confusacris amplicubitus Zheng & Sun, 2007
- Confusacris brachypterus Yin & Li, 1987
- Confusacris limnophila Liang & Jia, 1994
- Confusacris longipennis Zheng & Shi, 2010
- Confusacris unicolor Yin & Li, 1987
- Confusacris viridis Ren & Zhang, 1994
- Confusacris xinganensis Li & Zheng, 1993
- Confusacris xinjiangensis Wang & Zheng, 2007